# Trosa Stadshotell & Spa
Trosa Stadshotell & Spa (eller Stadshotellet eller Trosa stadshotell) är ett stadshotell i Trosa i Trosa kommun, Södermanlands län, beläget mitt emot rådhuset, intill Trosaån och Torgbron. Stadshotellet har en spa- och relaxavdelning. Ingång till Stadshotellet sker från Källargränd, förbi det tidigare Societetshuset i Trosa. 

## Historik
Trosa rådhus var i slutet av 1860-talet så nergånget, att alternativen var att antingen renovera det eller bygga ett nytt rådhus.
I stället valde staden en tredje lösning, och köpte för ändamålet gården, som låg mitt emot det nergångna, gamla rådhuset. Gården hade "utom åtskilliga med hufvudbyggnaden sammanbyggda uthus, en större magasinsbyggnad, hvarets lätteligen kan inredas arrestrum, spruthus, samt förvaringsstånd och skogseffekter och lemnar icke mindre tillfälle till uthyrning av tvenne bottnar till spannmålsupplag". Också Hölebo härad höll ting i huset under en period. I ett senare skede upplät staden delar av sina utrymmen på gården för gästgiverirörelse. Byggnaden vid Västra Långgatan blev stadshotell 1872.. 

## Bildgalleri

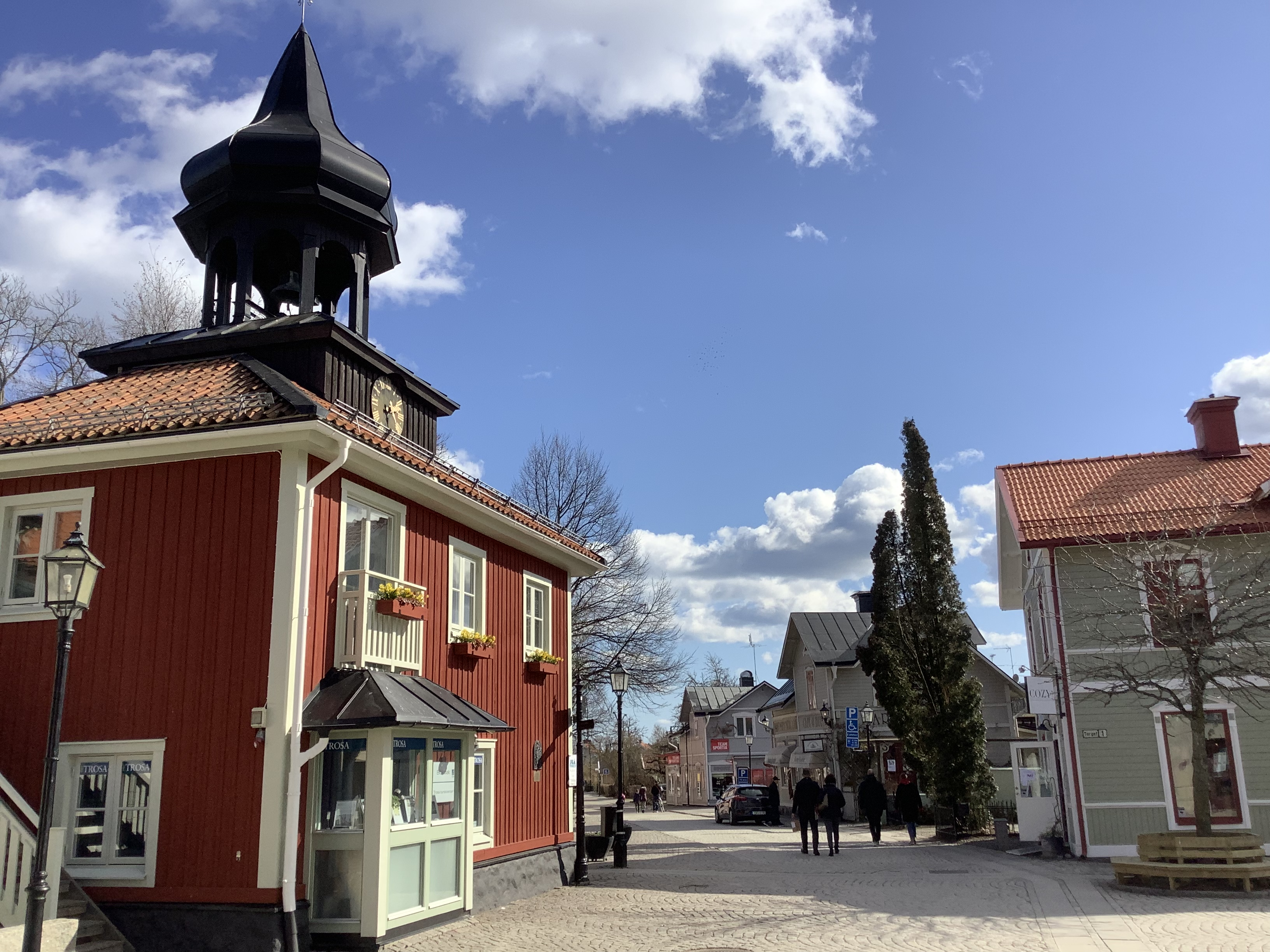
Trosas tidigare rådhus.
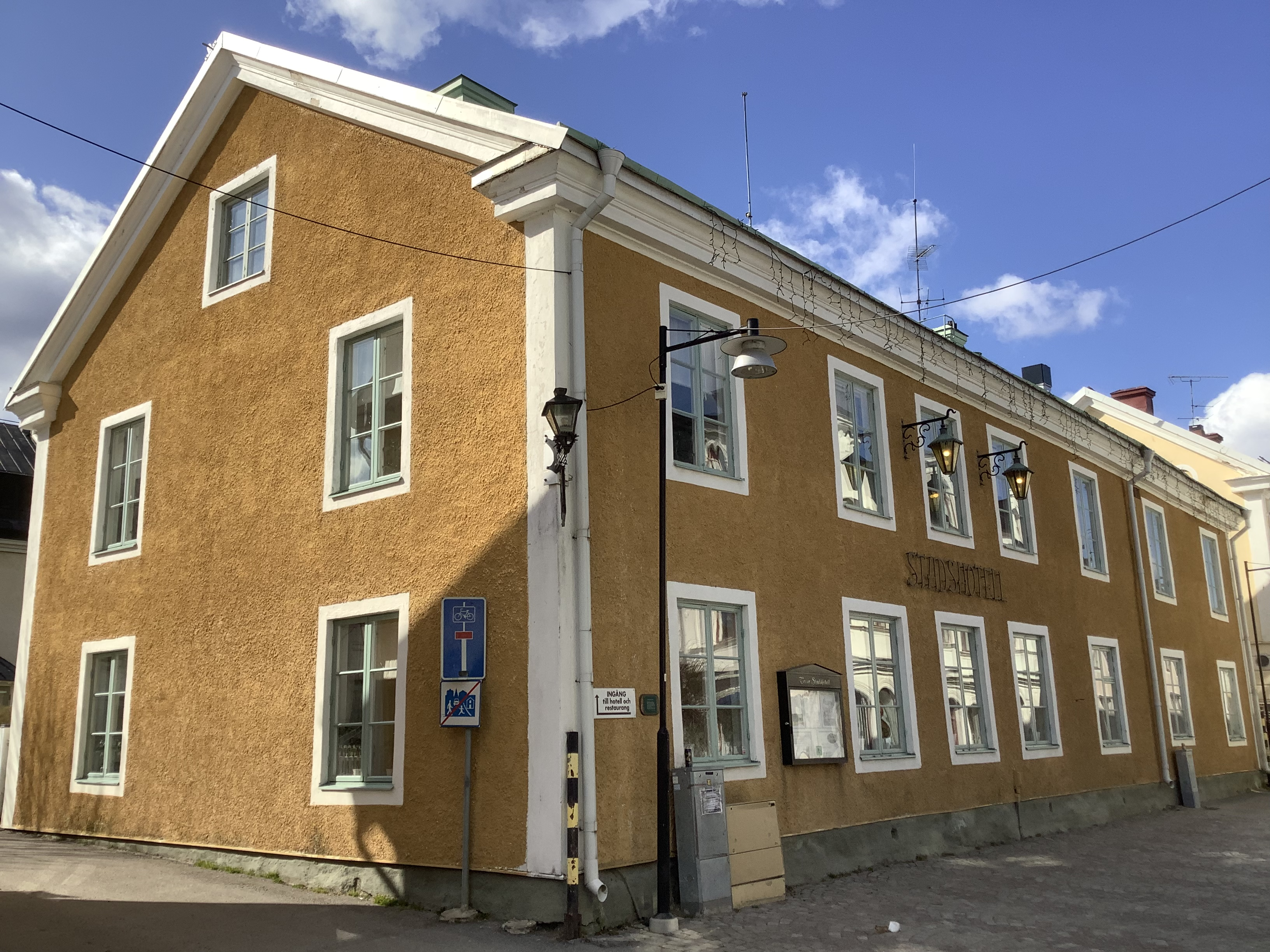
Stadshotellets reveterade fasader mot Källargränd och Västra Långgatan.
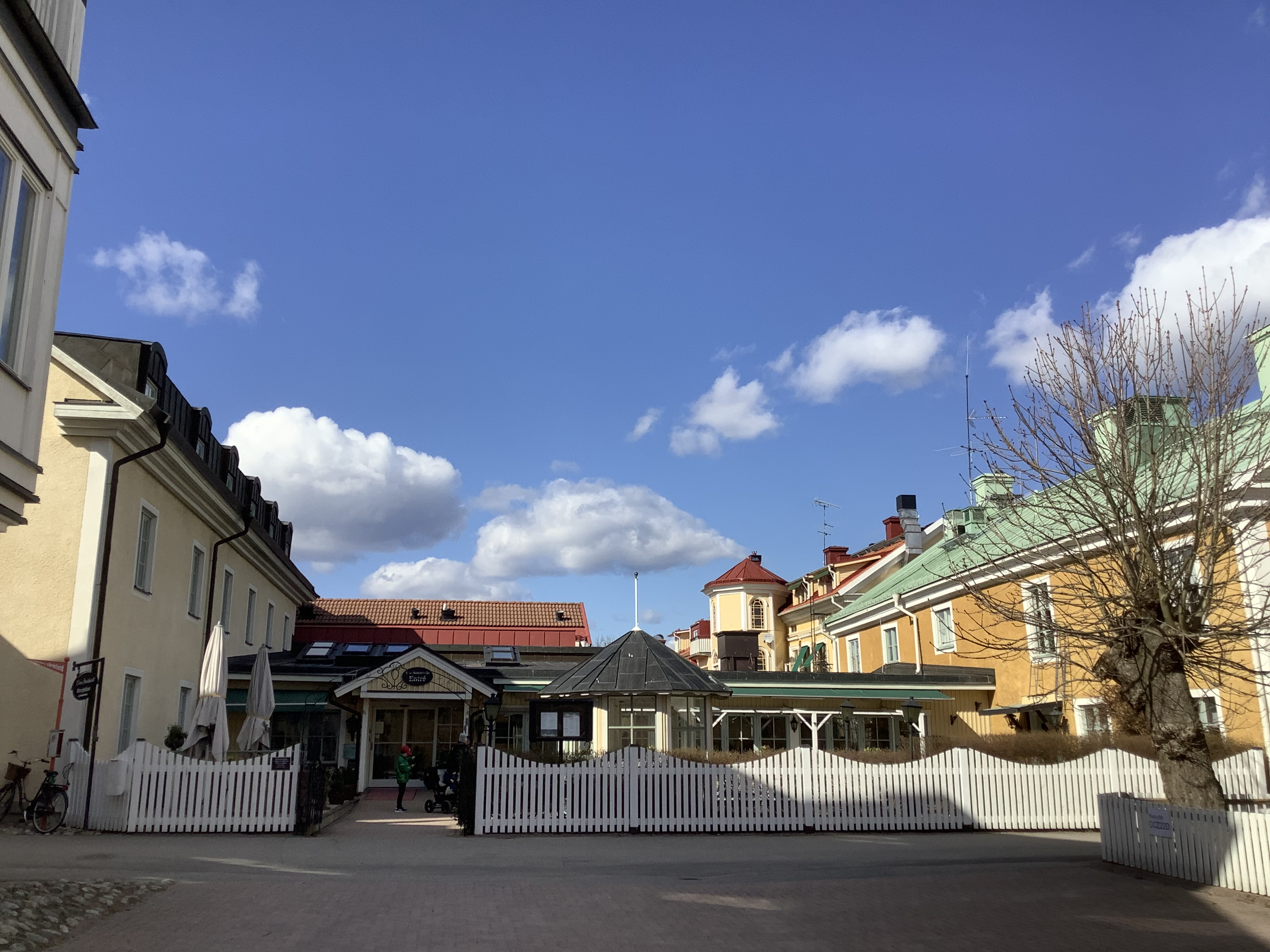
Ingången till Stadshotellet från Källargränd.
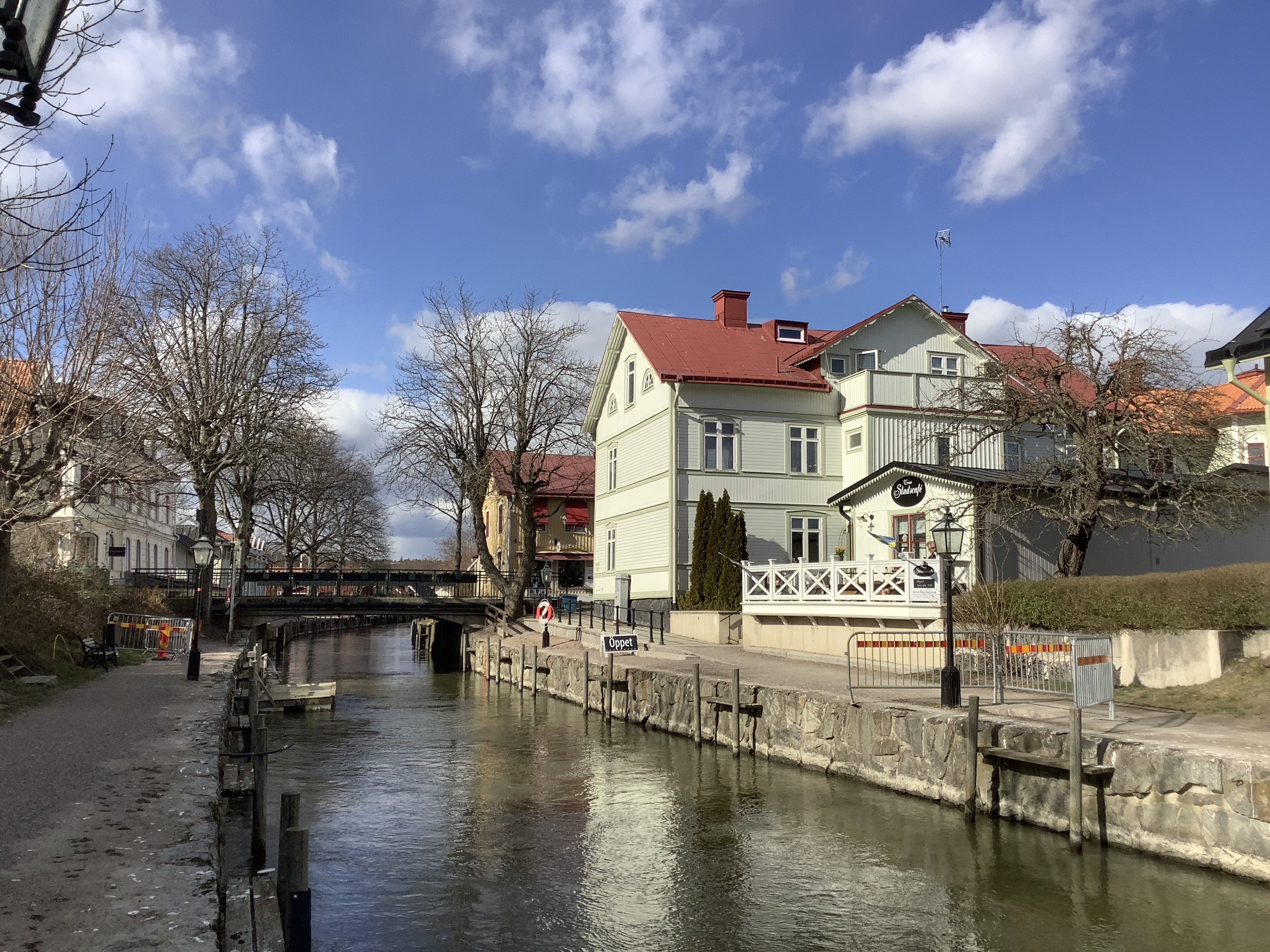
Trosa Stadscafé vid Trosaån, med Torgbron i fonden.
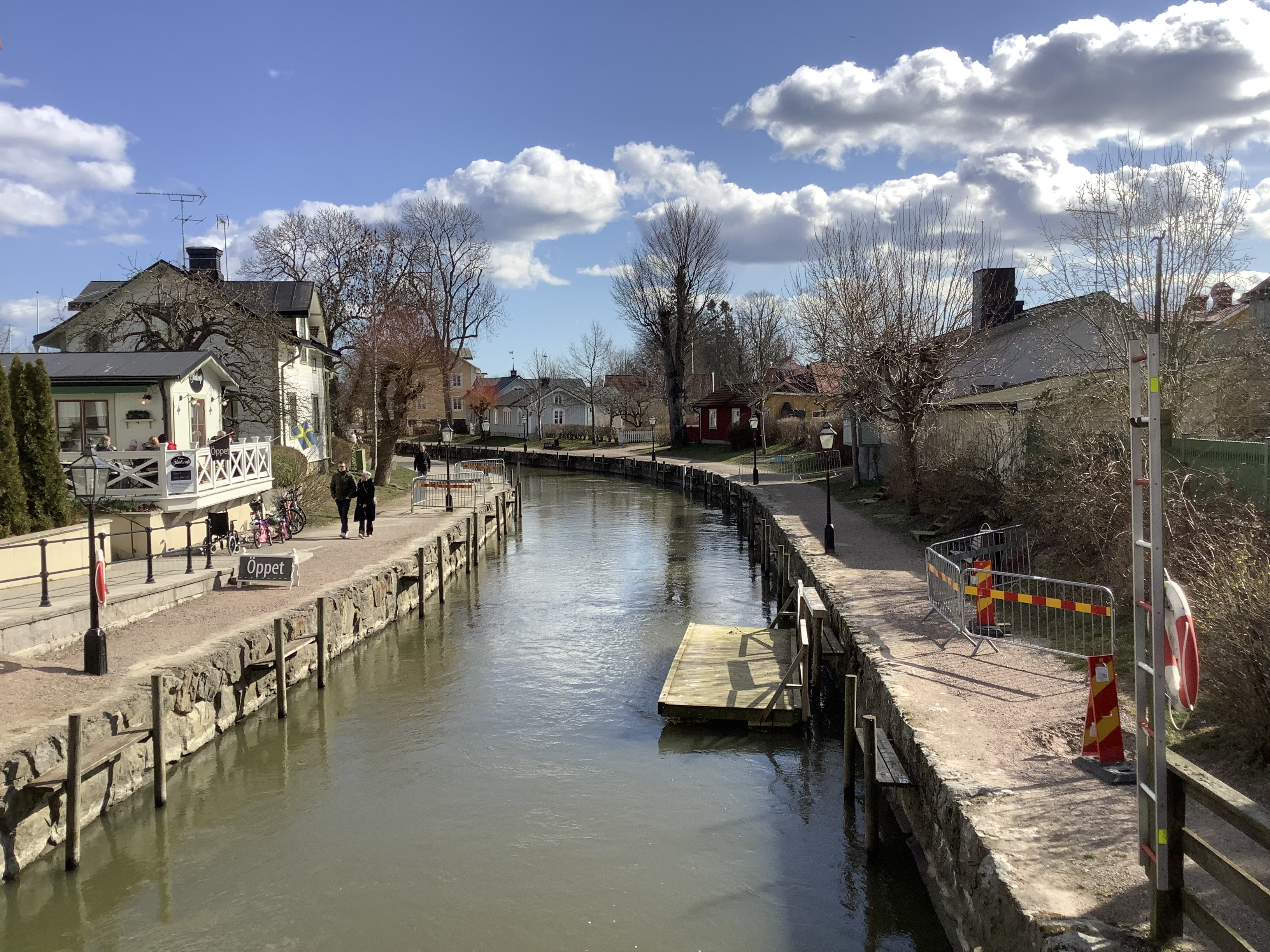
Trosa Stadscafé till vänster, sedd från Torgbron.